# Bureau des personnes disparues
Pour plus de détails, voir Fiche technique et Distribution.
Bureau des personnes disparues (Bureau of Missing Persons) est un film américain en noir et blanc réalisé par Roy Del Ruth, sorti en 1933.

## Synopsis
Butch Saunders, un détective de la police aux méthodes peu orthodoxes, est rétrogradé de la division des vols au bureau des personnes disparues. Le capitaine Webb, son nouveau patron, ne sait pas si Butch va s'intégrer à son nouveau poste et il charge Joe Musik de faire découvrir à Butch les ficelles du métier.

## Fiche technique
- Titre : Bureau des personnes disparues
- Titre original : Bureau of Missing Persons
- Réalisation : Roy Del Ruth
- Scénario : Robert Presnell Sr. d'après l'histoire Missing Men de John H. Ayers et Carol Bird
- Production : Henry Blanke producteur superviseur (non crédité)
- Société de production : First National Pictures
- Musique : Leo F. Forbstein et Bernhard Kaun
- Photographie : Barney McGill
- Montage : James Gibbon
- Direction artistique : Robert M. Haas
- Société de distribution : Warner Bros. Pictures
- Pays de production :  États-Unis
- Format : noir et blanc — son : mono
- Langue : anglais
- Genre : Comédie dramatique, Film policier, Comédie policière
- Durée : 73 min
- Date de sortie : 
  - États-Unis : 8 septembre 1933 (première)
  - États-Unis : 16 septembre 1933

## Distribution
- Bette Davis : Norma Roberts
- Lewis Stone : capitaine de police Webb
- Pat O'Brien : détective Butch Saunders
- Glenda Farrell : Belle Howard Saunders
- Allen Jenkins : détective Joe Musik
- Ruth Donnelly : Gwendolyn 'Pete' Harris
- Hugh Herbert : détective Hank Slade
- Alan Dinehart : Therme Roberts
- Marjorie Gateson : Mme Paul
- Tad Alexander : Caesar Paul
- Noel Francis : Alice Crane
- Wallis Clark : M. Paul
- Adrian Morris : détective Irish Conlin
- Clay Clement : Burton C. Kingman
- Henry Kolker : M. Theodore Arno